# Nyngan Airport
Nyngan Airport är en flygplats i Australien. Den ligger i kommunen Bogan och delstaten New South Wales, i den sydöstra delen av landet, omkring 450 kilometer nordväst om delstatshuvudstaden Sydney.
Trakten runt Nyngan Airport är nära nog obefolkad, med mindre än två invånare per kvadratkilometer.. Närmaste större samhälle är Nyngan, nära Nyngan Airport.
Omgivningarna runt Nyngan Airport är i huvudsak ett öppet busklandskap. Genomsnittlig årsnederbörd är 511 millimeter. Den regnigaste månaden är februari, med i genomsnitt 99 mm nederbörd, och den torraste är oktober, med 4 mm nederbörd.